# 荒賀龍太郎
荒賀 龍太郎（あらが りゅうたろう、1990年10月16日 - ）は、日本の空手家で、空手道指導者である。京都府亀岡市出身。2021年開催の東京オリンピック空手男子組手75kg超級銅メダリスト。

## 略歴・人物
京都外大西高、京都産業大学経営学部卒業。所属は荒賀道場（剛柔流）。ニックネームはスピードドラゴン。京都産業大学空手道部コーチ。
空手一家に生まれ、両親が道場経営、姉・知子は世界2連覇、弟の慎太郎は学生日本一。
また、自身は高校生ながら世界選手権の代表に選ばれ、全日本選手権を史上最年少（19歳）で優勝。以後、5度の日本一は現役選手最多。
2020年東京オリンピックの空手競技では、男子組手75kg超級で銅メダルを獲得した。
2022年3月14日、自身のインスタグラムで現役引退を発表。

## 組手スタイル
構えた前の手（左手を前に構えているので、荒賀の場合は左手）から繰り出される刻み突きをベースに戦う。本人曰く、この技はその時の調子のバロメーターである。第43回全日本空手道選手権大会では右肩を故障しつつも、刻み突きと蹴りを駆使して優勝まで上り詰めた。

## 主な戦績

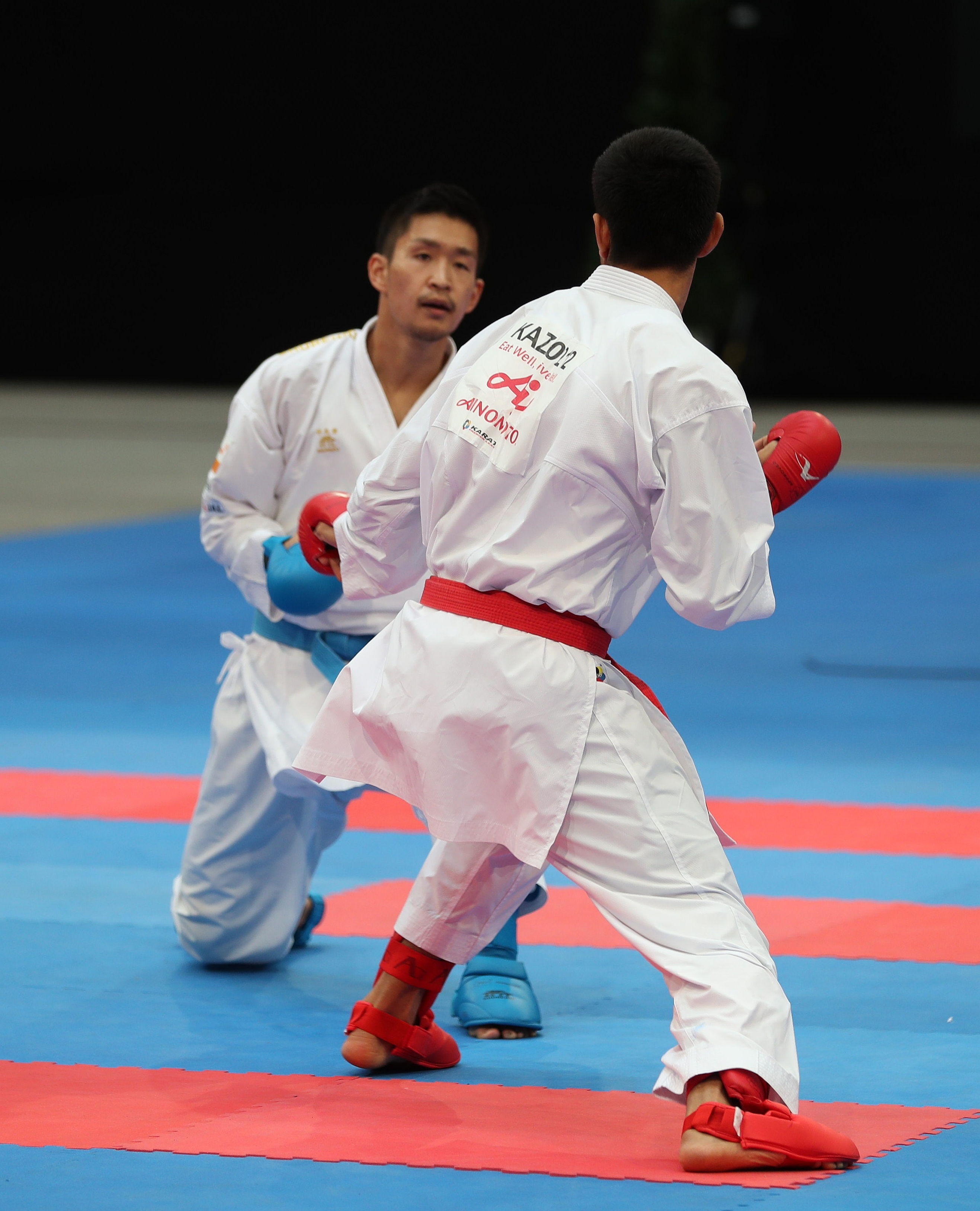
荒賀龍太郎(2018年)

出典: 世界空手道選手権大会　栄光の記録（メダリスト一覧） - 公益財団法人全日本空手道連盟
| 年月       | 大会                         | 成績 |
| ---------- | ---------------------------- | ---- |
| 2009年12月 | 全日本空手道選手権大会       | 1位  |
| 2011年12月 | 全日本空手道選手権大会       | 1位  |
| 2014年12月 | 全日本空手道選手権大会       | 1位  |
| 2015年12月 | 全日本空手道選手権大会       | 1位  |
| 2016年11月 | 世界選手権オーストリア大会   | 1位  |
| 2016年12月 | 天皇盃全日本空手道選手権大会 | 1位  |
| 2018年8月  | アジア大会                   | 1位  |